# Trần Tố Nga
Trần Tố Nga (sinh ngày 30 tháng 3 năm 1942) là một nhà hoạt động môi trường người Pháp gốc Việt. Trong Chiến tranh Việt Nam, bà là một nhà báo, sau đó là một sĩ quan liên lạc cho Mặt trận Dân tộc Giải phóng miền Nam Việt Nam. Sau chiến tranh, bà trở thành hiệu trưởng một số trường phổ thông trung học.

## Cuộc đời
Trần Tố Nga được sinh ra trong một gia đình giàu có ủng hộ cho Việt Nam độc lập không bị ảnh hưởng bởi sự cai trị của Pháp. Bà được cha mẹ cho theo học tại trường Marie Curie ở Sài Gòn, nơi đây bà được học tiếng Pháp. Năm 1955, khi 13 tuổi, bà được mẹ, một chiến sĩ kháng chiến, gửi ra Hà Nội (Việt Nam Dân chủ Cộng hòa) để che chở cho bà trong trường hợp bà bị bắt.